# Eparchia sarapulska
Eparchia sarapulska – jedna z eparchii Rosyjskiego Kościoła Prawosławnego, z siedzibą w Sarapule.
Eparchia została erygowana na posiedzeniu Świętego Synodu Rosyjskiego Kościoła Prawosławnego 26 grudnia 2013 poprzez wydzielenie z eparchii iżewskiej i udmurckiej i jako składowa metropolii udmurckiej. Należą do niego parafie położone w rejonach ałnaskim, grachowskim, kambarskim, karakulińskim, kijasowskim, małopurgińskim, możgińskim i sarapulskim Republiki Udmurckiej.

## Biskupi sarapulscy
- Wiktoryn (Kostienkow), 2014–2015
- Antoni (Prostichin), 2015–2021[2]
- Paweł (Biełokryłow), od 2022[3]